# Labicymbium majus
Labicymbium majus là một loài nhện trong họ Linyphiidae. Loài này được phát hiện ở Colombia.